# Wünschelrute (Eichendorff)
Joseph Freiherr von Eichendorff fand in seinem Gedicht Wünschelrute von 1835 eine neue Metapher für die Leistung der Dichtung. Es entstammt der Zeit der deutschen Spätromantik und erschien 1838 im Deutschen Musenalmanach. Der Titel Wünschelruthe wurde bei diesem Erscheinen von Adelbert von Chamisso über das Gedicht gesetzt.

## Inhalt
Erzählt wird in einem Vierzeiler über verborgene Poesie der Welt:
„Schläft ein Lied in allen Dingen,
Die da träumen fort und fort,
Und die Welt hebt an zu singen,
Triffst du nur das Zauberwort.“

## Interpretation
Das Dichterwort befreit die äußere Welt aus ihrem verträumten Zustand zu ihrem wahren Wesen, zum Singen. Doch greift die Metapher rekursiv wieder auf sich selbst zurück. Denn Lied und Gesang sind ja auch Bezeichnungen für Dichtung. 
Das Gedicht lebt aber nicht allein von der Metapher vom Wort als zauberkräftiger Wünschelrute, sondern verdichtet auch andere romantische Vorstellungen: Das Lied „schläft“ in den Dingen, die ihrerseits träumen. Die Vorstellung vom Schlaf wird  zunächst auf das Lied konzentriert, dann aber sofort auf das Ding übertragen, das seinerseits träumt. Wenn das Ding geweckt wird, wird damit auch das Lied geweckt, aber weder Ding noch Lied singen, sondern die gesamte Welt. Damit gewinnt das dichterische Zauberwort sogleich kosmische Bedeutung, es sprengt alle Grenzen, öffnet den Raum zur Unendlichkeit. 
Entgrenzung ist aber bereits das Charakteristikum des Traumes, insofern er die Grenzen zwischen Realität, Phantasie und Unbewusstem auflöst. Andererseits sind die Dinge in romantischer Vorstellung ihrerseits imstande, den Menschen zu verzaubern, so wie er hier die Dinge durch Zauber verändert.

## Zur Textgeschichte
Ein im Freien Deutschen Hochstift aufbewahrter Entwurf des Gedichtes lautet:
„Es schläft ein Lied (oder wunderbare Melodie) in allen Dingen
Viele Jahrhunderte lang,
Und sie heben an zu singen,
Wie Säuseln von Schwingen,
Triffst du den rechten Klang.“
Hierbei ist über dem Eingangs-„Es“ das Wort „Verzaubert“ vermerkt und neben dem Fünfzeiler die Notiz: „Der Dichter soll den Zauber lösen – Sieh zu, daß du triffst den rechten Klang.“

## Literarische Einordnung
Das Bild vom schlafenden Lied findet sich bereits bei Theodor Körner in seinem Gedicht Nach der Aufführung von Händels Alexanderfest in Wien von 1812. Die Vorstellung, durch Befreiung der Dinge könne das Eigentliche der Welt erfasst werden, ist aber weit älter und dem Pantheismus zuzuordnen. Das Gedicht insgesamt gehört seit langem zum literarischen Kanon.

## Biografische Einordnung
Paul Stöcklein sieht in diesem Gedicht „die Geburt von Eichendorffs Persönlichkeit“. Dabei nimmt es innerhalb seines literarischen Schaffens eine relativ späte Stellung ein, nach den Romanen, nach seinen Theaterstücken und nach der Meistererzählung Aus dem Leben eines Taugenichts. So wird es eher als gelungene Quintessenz seiner dichterischen Arbeit gelten können.

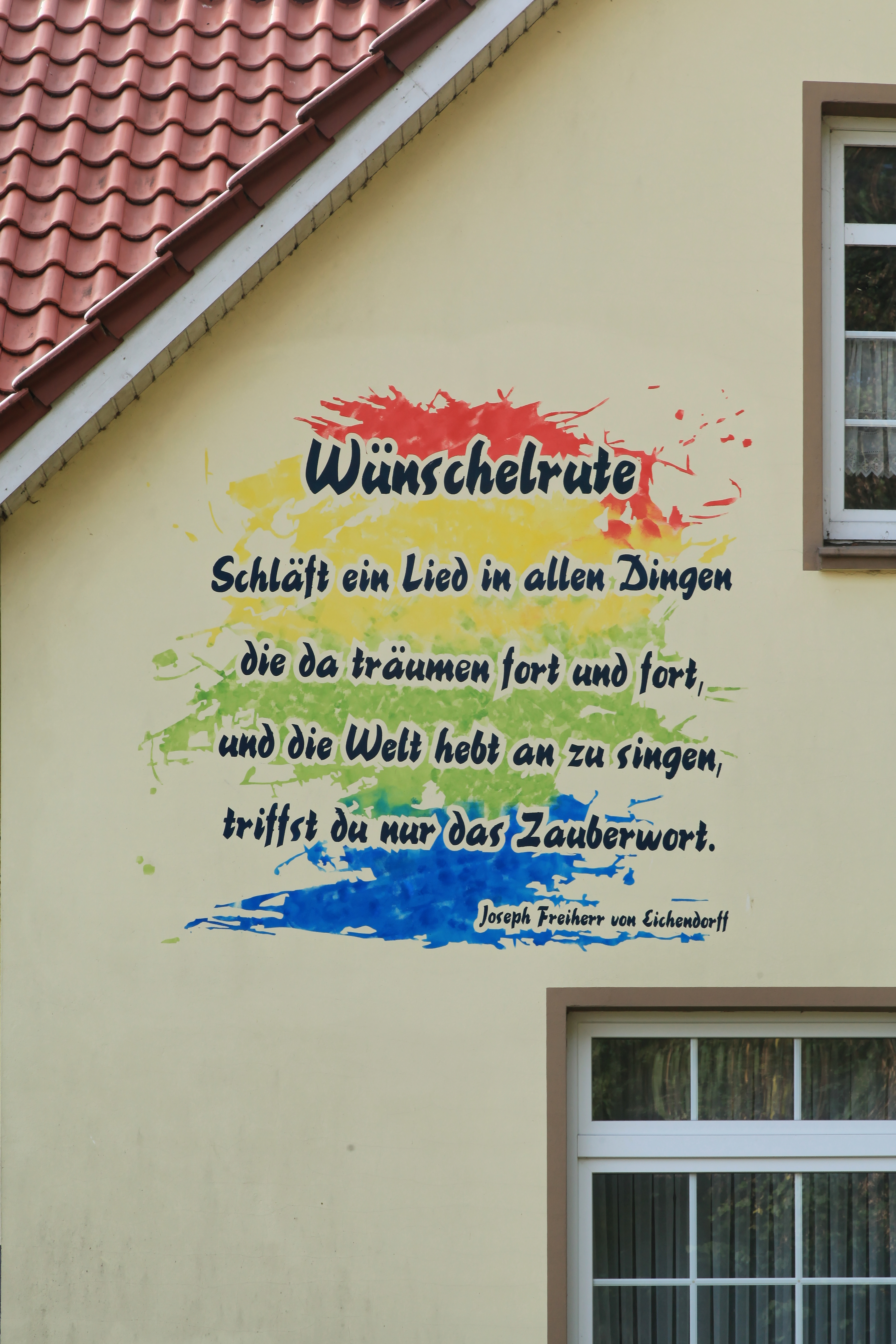
Text des Gedichts Wünschelrute als Mauergedicht an einer Begegnungsstätte in Sögel (Emsland)

## Wirkung
Dass das zentrale Bild „Schläft ein Lied in allen Dingen“ häufig aufgegriffen wurde, liegt nahe. Beispiele dafür sind Vertonungen (z. B. durch Karl Marx oder Felicitas Kukuck) und die Verwendung als Buchtitel (z. B. Günter Bauch: Schläft ein Lied in allen Dingen. Jugenderinnerungen mit Konstantin, Bremen 2001) und ungezählte Veranstaltungen unter diesem Motto sowie eine große Zahl von Abwandlungen der Anfangsworte.
In dem Sammelband Wenn du geredet hättest, Desdemona. Ungehaltene Reden ungehaltener Frauen von Christine Brückner trägt einer der elf Monologe des Buchs den Titel: Triffst du nur das Zauberwort. Effi Briest an den tauben Hund Rollo. In ihm beklagt sich am Ende ihres Lebens die romantisch veranlagte Romanfigur Theodor Fontanes über die Prosaität ihres ehemaligen Ehemannes und der zeitgenössischen Gesellschaft am Ende des 19. Jahrhunderts.
Der Text des Gedichts Wünschelrute ist als eines von zurzeit zwölf Mauergedichten in Sögel (Emsland) an der Hauswand eines Begegnungszentrums zu lesen.

## Musik und Vertonungen
- Karl Marx
- Wolfgang Fortner, Schlusssatz der Sprüche von Joseph von Eichendorff für einen Singkreis zu drei bis vier Stimmen (1943)[5]
- Felicitas Kukuck
- Wolfgang König, für Frauenchor und kleines Orchester
- Juan María Solare, 2015, für Gesang und Klavier.
- Sonnentau[6], in "Eichendorff - Liedersammlung"
- Andreas Seger, 2003 (Edition Ferrimontana)
- Heinrich Hartl, 2023